# Comarca de Leiria
A comarca de Leiria é uma comarca integrada na divisão judiciária de Portugal. Tem sede em Leiria.
A comarca abrange uma área de 3 506 km² e tem como população residente 470 895 habitantes (2011).
Integram a comarca de Leiria dezasseis municípios:
- Leiria
- Alcobaça
- Alvaiázere
- Ansião
- Batalha
- Bombarral
- Caldas da Rainha
- Castanheira de Pera
- Figueiró dos Vinhos
- Marinha Grande
- Nazaré
- Óbidos
- Pedrógão Grande
- Peniche
- Pombal
- Porto de Mós

A comarca de Leiria integra a área de jurisdição do Tribunal da Relação de Coimbra.